# Thomas J. Clarke
Thomas James Clarke (irlandès: Tomás Ó Cléirigh; 11 de març de 1857 – 3 de maig, 1916) fou un líder revolucionari irlandès i potser el màxim responsable de l'Aixecament de Pasqua de 1916.
Va néixer a l'Illa de Wight El seu pare, James Clarke, era un sergent de l'exèrcit britànic. La família aviat es traslladà a Dungannon, Comtat de Tyrone, Irlanda del Nord. Quan tenia 18 anys es va unir a la Germandat Republicana Irlandesa (IRB) i el 1883 fou enviat a Londres per a destruir el pont de Londres com a part d'una campanya de bombes defensada per Jeremiah O'Donovan Rossa, un dels líders de l'IRB exiliats als Estats Units. Clarke aviat fou capturat i condemnat a 15 anys a la presó de Pentonville. Fou alliberat el 1898 i es casà amb Kathleen Daly (21 més jove), l'oncle de la qual, John, havia conegut a la presó. Plegats emigraren cap a Amèrica, on Clarke treballà per al Clan na Gael dirigit per John Devoy. El 1907 tornà a Irlanda i va obrir una tabacalera a Dublín, alhora que va treballar per a la renovació de la direcció interna de l'IRB amb gent més jove com Bulmer Hobson i Denis McCullough. Clarke va mantenir una amistat íntima amb Hobson i amb Sean MacDermott, que esdevingueren els seus protegits.

## Els Voluntaris Irlandesos
Quan es formaren els Voluntaris Irlandesos el 1913, Clarke se n'interessà però no en formà part, ja que havia estat convicte i era un ben conegut nacionalista, cosa que els hauria desacreditat. Tanmateix, amb MacDermott, Hobson, i altres membres de l'IRB com Éamonn Ceannt hi va tenir un paper important, si no total, de control, (particularment amb Patrick Pearse, gairebé dirigent dels Voluntaris), per part de l'IRB el 1913. Això el va fer topar amb altres polítics com John Redmond, líder del Partit Parlamentari Irlandès, qui reclamava un control equitatiu dels Voluntaris. malgrat que el sector més dur n'era contrari, la proposta de Redmond fou acceptada, sobretot pel suport que rebé de Hobson. Clarke mai no va oblidar aquest fet, que va considerar com una traïció.

## Planejant la insurrecció
Després que trenqués políticament amb Hobson, MacDermott i Clarke esdevingueren gairebé inseparables. Tots dos eren secretari i tresorer, respectivament, de facto de l'IRB, encara que el comandament nominal el tenien James Deakin, i més tard McCullough. El 1915 Clarke i MacDermott dirigiren el Comitè Militar de l'IRB que planejà l'Aixecament de Pasqua. Els membres en foren Pearse, Ceannt, i Joseph Plunkett, als que s'hi afegiren posteriorment Clarke i MacDermott. Quan el vell fenià Jeremiah O'Donovan Rossa va morir el 1915, Clarke aprofità el seu funeral (i l'oració funerària de Patrick Pearse) per mobilitzar els Voluntaris i crear expectatives d'una acció immediata. Quan s'arribà a un acord entre James Connolly i l'Exèrcit Ciutadà Irlandès el gener de 1916, Connolly també fou inclòs en el comitè, i Thomas MacDonagh s'hi va afegir a última hora l'abril. Aquests set homes foren els signants de la Proclamació de Pasqua, i Clarke en fou el primer signant. S'ha dit que s'havia pensat en Clarke per a president i comandant en cap, però que refusà qualsevol rangle i honors militars, i els va cedir a Pearse, qui era més conegut i respectat en l'àmbit del nacionalisme irlandès.

## L'Aixecament de Pasqua
Clarke es va mantenir als quarters del General Post Office a Dublín durant la setmana de l'aixecament, on el comandament de les forces rebels era sota Connolly. Després de la rendició el 29 d'abril, Clarke fou tancat a la presó de Kilmainham fou que fou afusellat el 3 de maig, a l'edat de 59 anys. Fou el segon en ser executat, després de Patrick Pearse.
La seva vídua Kathleen fou escollida diputada en el primer i segon Dála, i fou una destacada adversària del Tractat Angloirlandès.